# Desarrollador de segunda
En el sector de los videojuegos, el término desarrollador de segunda o secundario (second-party developer en inglés) es aquella desarrolladora que sin ser una subsidiaria de una empresa dueña de alguna videoconsola del mercado, crea sus videojuegos exclusivamente para una de estas plataformas. Las empresas dueñas de las videoconsolas del mercado suelen tener cierta participación en estas desarrolladoras, aunque sin llegar a controlarlas como propiedades. También puede ser que esta exclusividad se deba a tratos que hayan firmado entre la empresa y la desarrolladora.
De todas formas este término no es oficial, como sí lo son desarrollador de primera y tercera.[cita requerida] Este término se usa para describir a aquellas empresas que no entran dentro de las otras definiciones, pues su estado es una mezcla de ambos: no son propiedad de otra empresa (igual que un tercero), pero solo desarrollan videojuegos para una o más consolas específicas pertenecientes a una determinada empresa (como un principal).

## Algunos ejemplos
- Nintendo: Game Freak, Creatures, Intelligent Systems, Camelot, HAL Laboratory, Sora Ltd., etc.
- Sony: Cellius Inc., Ready at Dawn Studios, Quantic Dream, Kojima Productions, Supermassive Games, etc.
- Microsoft: Iron Galaxy Studios, Ankama Games, Remedy Entertainment, Sumo Digital, Moon Studios, Asobo Studio, etc.